# David Adams (Tennisspieler)
David Adams (* 5. Januar 1970 in Durban) ist ein ehemaliger südafrikanischer Tennisspieler.

## Karriere
Der Doppelspezialist begann seine Profikarriere 1989 und konnte bis zu seinem Rücktritt im Jahr 2003 insgesamt 19 Titel in Doppelkonkurrenzen gewinnen. 33 weitere Mal stand er in einem Endspiel, darunter 1992 im Finale der French Open; es war sein größter Erfolg bei einem Grand-Slam-Turnier.
Die höchsten Weltranglistennotierungen erreichte er im Einzel im Oktober 1994 mit Rang 131 und im Doppel im Februar desselben Jahres mit Platz 9.
Für die südafrikanische Davis-Cup-Mannschaft kam er in sechs Begegnungen zum Einsatz und konnte vier seiner sechs Matches gewinnen.

## Erfolge
| Legende                                                   |
| Grand Slam (2)                                            |
| Tennis Masters Cup                                        |
| ATP Masters Series                                        |
| ATP Championship Series ATP International Series Gold (5) |
| ATP World Series ATP International Series (14)            |
| ATP Challenger Series (5)                                 |

| ATP-Titel nach Belag |
| Hartplatz (8)        |
| Sand (8)             |
| Rasen (0)            |
| Teppich (5)          |

### Einzel

#### Turniersiege
| Nr. | Datum            | Turnier | Belag | Finalgegner   | Ergebnis |
| --- | ---------------- | ------- | ----- | ------------- | -------- |
| 1.  | 5. Dezember 1993 | Perth   | Rasen | Peter Moraing | 6:3, 7:5 |

### Doppel

#### Turniersiege

##### ATP Tour
| Nr. | Datum              | Turnier        | Belag         | Partner               | Finalgegner                             | Ergebnis         |
| --- | ------------------ | -------------- | ------------- | --------------------- | --------------------------------------- | ---------------- |
| 1.  | 3. Mai 1992        | München (1)    | Sand          | Menno Oosting         | Carl Limberger Tomáš Anzari             | 3:6, 7:5, 6:3    |
| 2.  | 7. März 1993       | Kopenhagen     | Teppich (i)   | Andrei Olchowski      | Martin Damm Daniel Vacek                | 6:3, 3:6, 6:3    |
| 3.  | 4. April 1993      | Estoril        | Sand          | Andrei Olchowski      | Menno Oosting Udo Riglewski             | 6:3, 7:5         |
| 4.  | 20. Februar 1994   | Stuttgart      | Teppich (i)   | Andrei Olchowski      | Grant Connell Patrick Galbraith         | 6:7, 6:4, 7:6    |
| 5.  | 20. März 1994      | Casablanca     | Sand          | Menno Oosting         | Cristian Brandi Federico Mordegan       | 6:3, 6:4         |
| 6.  | 7. August 1994     | Kitzbühel      | Sand          | Andrei Olchowski      | Sergio Casal Emilio Sánchez             | 6:7, 6:3, 7:5    |
| 7.  | 15. Januar 1995    | Jakarta        | Hartplatz     | Andrei Olchowski      | Ronald Agénor Shūzō Matsuoka            | 7:5, 6:3         |
| 8.  | 12. Februar 1995   | Marseille      | Teppich (i)   | Andrei Olchowski      | Jean-Philippe Fleurian Rodolphe Gilbert | 6:1, 6:4         |
| 9.  | 10. März 1996      | Rotterdam (1)  | Teppich (i)   | Marius Barnard        | Hendrik Jan Davids Cyril Suk            | 6:3, 5:7, 7:6    |
| 10. | 23. Februar 1997   | Antwerpen      | Hartplatz (i) | Olivier Delaître      | Sandon Stolle Cyril Suk                 | 3:6, 6:2, 6:1    |
| 11. | 21. Februar 1999   | Rotterdam (2)  | Teppich (i)   | John-Laffnie de Jager | Neil Broad Peter Tramacchi              | 6:75, 6:3, 6:4   |
| 12. | 11. Juli 1999      | Båstad         | Sand          | Jeff Tarango          | Nicklas Kulti Mikael Tillström          | 7:66, 6:4        |
| 13. | 19. September 1999 | Bournemouth    | Sand          | Jeff Tarango          | Michael Kohlmann Nicklas Kulti          | 6:3, 6:75, 7:65  |
| 14. | 20. Februar 2000   | Rotterdam (3)  | Hartplatz (i) | John-Laffnie de Jager | Tim Henman Jewgeni Kafelnikow           | 5:7, 6:2, 6:3    |
| 15. | 27. Februar 2000   | London         | Hartplatz (i) | John-Laffnie de Jager | Jan-Michael Gambill Scott Humphries     | 6:3, 6:77, 7:611 |
| 16. | 7. Mai 2000        | München (2)    | Sand          | John-Laffnie de Jager | Maks Mirny Nenad Zimonjić               | 6:4, 6:4         |
| 17. | 15. September 2002 | Taschkent      | Hartplatz     | Robbie Koenig         | Raemon Sluiter Martin Verkerk           | 6:2, 7:5         |
| 18. | 27. Oktober 2002   | St. Petersburg | Hartplatz (i) | Jared Palmer          | Irakli Labadse Marat Safin              | 7:68, 6:3        |
| 19. | 12. Januar 2003    | Auckland       | Hartplatz     | Robbie Koenig         | Tomáš Cibulec Leoš Friedl               | 7:65, 4:6, 6:3   |

##### Challenger Tour
| Nr. | Datum          | Turnier   | Belag         | Partner          | Finalgegner                       | Ergebnis      |
| --- | -------------- | --------- | ------------- | ---------------- | --------------------------------- | ------------- |
| 1.  | 28. April 1992 | Lissabon  | Sand          | Jaime Oncins     | Tarik Benhabiles Olivier Delaître | 5:7, 6:2, 6:3 |
| 2.  | 8. März 1992   | Saragossa | Hartplatz (i) | Andrei Olchowski | Martin Damm Murphy Jensen         | 6:2, 1:6, 6:4 |
| 3.  | 22. März 1992  | Tunis     | Sand          | Martin Damm      | Marcelo Filippini Diego Pérez     | 7:6, 6:1      |
| 4.  | 10. Juni 2001  | Surbiton  | Rasen         | Ben Ellwood      | Jeff Coetzee Marcos Ondruska      | 7:65, 6:4     |

#### Finalteilnahmen
| Nr. | Datum              | Turnier        | Belag         | Partner               | Finalgegner                          | Ergebnis          |
| --- | ------------------ | -------------- | ------------- | --------------------- | ------------------------------------ | ----------------- |
| 1.  | 7. Juni 1992       | French Open    | Sand          | Andrei Olchowski      | Jakob Hlasek Marc Rosset             | 6:7, 7:6, 5:7     |
| 2.  | 15. November 1992  | Moskau (1)     | Teppich (i)   | Andrei Olchowski      | Marius Barnard John-Laffnie de Jager | 4:6, 6:3, 6:7     |
| 3.  | 28. Februar 1993   | Rotterdam      | Teppich (i)   | Andrei Olchowski      | Henrik Holm Anders Järryd            | 4:6, 6:7          |
| 4.  | 13. Juni 1993      | Rosmalen       | Rasen         | Andrei Olchowski      | Patrick McEnroe Jonathan Stark       | 6:7, 6:1, 4:6     |
| 5.  | 19. September 1993 | Bordeaux       | Hartplatz     | Andrei Olchowski      | Pablo Albano Javier Frana            | 6:7, 6:4, 3:6     |
| 6.  | 17. Oktober 1993   | Bozen          | Teppich (i)   | Andrei Olchowski      | Hendrik Jan Davids Piet Norval       | 3:6, 2:6          |
| 7.  | 9. Januar 1994     | Adelaide       | Hartplatz     | Byron Black           | Mark Kratzmann Andrew Kratzmann      | 4:6, 3:6          |
| 8.  | 3. April 1994      | Osaka          | Hartplatz     | Andrei Olchowski      | Martin Damm Sandon Stolle            | 4:6, 4:6          |
| 9.  | 31. Juli 1994      | Hilversum      | Sand          | Andrei Olchowski      | Daniel Orsanic Jan Siemerink         | 4:6, 2:6          |
| 10. | 23. Oktober 1994   | Peking         | Teppich (i)   | Andrei Olchowski      | Tommy Ho Kent Kinnear                | 6:7, 3:6          |
| 11. | 13. November 1994  | Moskau (2)     | Teppich (i)   | Andrei Olchowski      | Jacco Eltingh Paul Haarhuis          | kampflos          |
| 12. | 26. Mai 1996       | St. Pölten (1) | Sand          | Menno Oosting         | Sláva Doseděl Pavel Vízner           | 7:6, 4:6, 3:6     |
| 13. | 28. Juli 1996      | Kitzbühel      | Sand          | Menno Oosting         | Libor Pimek Byron Talbot             | 6:7, 3:6          |
| 14. | 15. September 1996 | Bukarest       | Sand          | Menno Oosting         | David Ekerot Jeff Tarango            | 6:7, 6:7          |
| 15. | 29. September 1996 | Basel          | Hartplatz (i) | Menno Oosting         | Jewgeni Kafelnikow Daniel Vacek      | 3:6, 4:6          |
| 16. | 2. März 1997       | Mailand        | Teppich (i)   | Andrei Olchowski      | Pablo Albano Peter Nyborg            | 4:6, 6:7          |
| 17. | 15. Juni 1997      | Halle          | Rasen         | Marius Barnard        | Karsten Braasch Michael Stich        | 6:7, 3:6          |
| 18. | 9. November 1997   | Moskau (3)     | Teppich (i)   | Fabrice Santoro       | Martin Damm Cyril Suk                | 4:6, 3:6          |
| 19. | 10. Mai 1998       | Hamburg        | Sand          | Brett Steven          | Donald Johnson Francisco Montana     | 2:6, 5:7          |
| 20. | 24. Mai 1998       | St. Pölten (2) | Sand          | Wayne Black           | Jim Grabb David Macpherson           | 4:6, 4:6          |
| 21. | 18. Oktober 1998   | Wien           | Teppich (i)   | John-Laffnie de Jager | Jewgeni Kafelnikow Daniel Vacek      | 5:7, 3:6          |
| 22. | 25. Oktober 1998   | Ostrava        | Teppich (i)   | Pavel Vízner          | Nicolas Kiefer David Prinosil        | 4:6, 3:6          |
| 23. | 7. Februar 1999    | Marseille      | Hartplatz (i) | Pavel Vízner          | Maks Mirny Andrei Olchowski          | 5:7, 6:77         |
| 24. | 14. Februar 1999   | Dubai          | Hartplatz     | John-Laffnie de Jager | Wayne Black Sandon Stolle            | 6:4, 1:6, 4:6     |
| 25. | 16. Mai 1999       | Rom            | Sand          | John-Laffnie de Jager | Ellis Ferreira Rick Leach            | 7:6, 1:6, 2:6     |
| 26. | 22. August 1999    | Washington     | Hartplatz     | John-Laffnie de Jager | Justin Gimelstob Sébastien Lareau    | 5:7, 7:62, 3:6    |
| 27. | 3. Oktober 1999    | Toulouse       | Hartplatz (i) | John-Laffnie de Jager | Olivier Delaître Jeff Tarango        | 3:6, 6:72, 4:6    |
| 28. | 31. Oktober 1999   | Stuttgart      | Hartplatz (i) | John-Laffnie de Jager | Byron Black Jonas Björkman           | 7:66, 6:72, 0:6   |
| 29. | 16. April 2000     | Estoril        | Sand          | Joshua Eagle          | Donald Johnson Piet Norval           | 6:4, 7:5          |
| 30. | 14. Januar 2001    | Auckland       | Hartplatz     | Martín Alberto García | Marius Barnard Jim Thomas            | 7:610, 6:4        |
| 31. | 4. März 2001       | Acapulco       | Sand          | Martín Alberto García | Donald Johnson Gustavo Kuerten       | 6:3, 7:65         |
| 32. | 10. März 2002      | Delray Beach   | Hartplatz     | Ben Ellwood           | Martin Damm Cyril Suk                | 6:4, 6:75, [10:5] |
| 33. | 21. Juli 2002      | Stuttgart      | Sand          | Gastón Etlis          | Joshua Eagle David Rikl              | 6:3, 6:4          |

### Mixed

#### Turniersiege
| Nr. | Datum           | Turnier         | Belag     | Partnerin         | Finalgegner                   | Ergebnis       |
| --- | --------------- | --------------- | --------- | ----------------- | ----------------------------- | -------------- |
| 1.  | 1. Februar 1999 | Australian Open | Hartplatz | Mariaan de Swardt | Maks Mirny Serena Williams    | 6:4, 4:6, 7:65 |
| 2.  | 11. Juni 2000   | French Open     | Sand      | Mariaan de Swardt | Todd Woodbridge Rennae Stubbs | 6:3, 3:6, 6:3  |